# Union sportive de Ouagadougou
Actualités
L'Union sportive de Ouagadougou est un club burkinabè de football basé à Ouagadougou, fondé en juillet 1961.

## Histoire
L'Union sportive de Ouagadougou (USO) a été créée en juillet 1961 par l'adjudant chef Jean-Pierre Yaméogo. 
L'équipe a été championne du Burkina en 1961 et en 1983.
L'USO est reléguée en deuxième en 2018

## Palmarès
Football masculin
- Championnat du Burkina Faso (2)
  - Vainqueur : 1967, 1983
- Coupe du Burkina Faso (1)
  - Vainqueur : 2005
  - Finaliste : 2000, 2007
- Supercoupe du Burkina Faso (2)
  - Vainqueur : 2005, 2008

Football féminin
- Coupe du Burkina Faso (1)
  - Vainqueur : 2017

## Joueurs emblématiques
- Brahima Traoré entraineur des Etalons U17[1], meilleur buteur du championnat de football 1992-93

- Florent Rouamba

- Ambroise Tiemtoré, ancien défenseur
- Yves Patrick Ouédraogo, actuellement colonel des forces armées burkinabè
- Laurent Ouédraogo, ancien gardien international des Etalons du Burkina
- Henri Sourwèma, milieu de terrain et meneur de jeu
- Ernest Bouda [2]attaquant
- Saidou Sanfo dit Thomas, attaquant et meilleur buteur du championnat de football de Haute-Volta (Burkina Faso) en 1983
- Patrick Fournier
- Abdouramane Pare [ Defenseur]